# 57 Sagittarii
57 Sagittarii (57 Sgr) è una Gigante arancione (stella di sequenza principale di classe K) visibile nella costellazione del Sagittario, ad una distanza di 312 anni luce dal Sole. Con una magnitudine apparente di 5,88, è una stella facilmente osservabile anche con strumenti poco sofisticati.
Tale stella viene spesso occultata dalla Luna.